# Carl Graebe

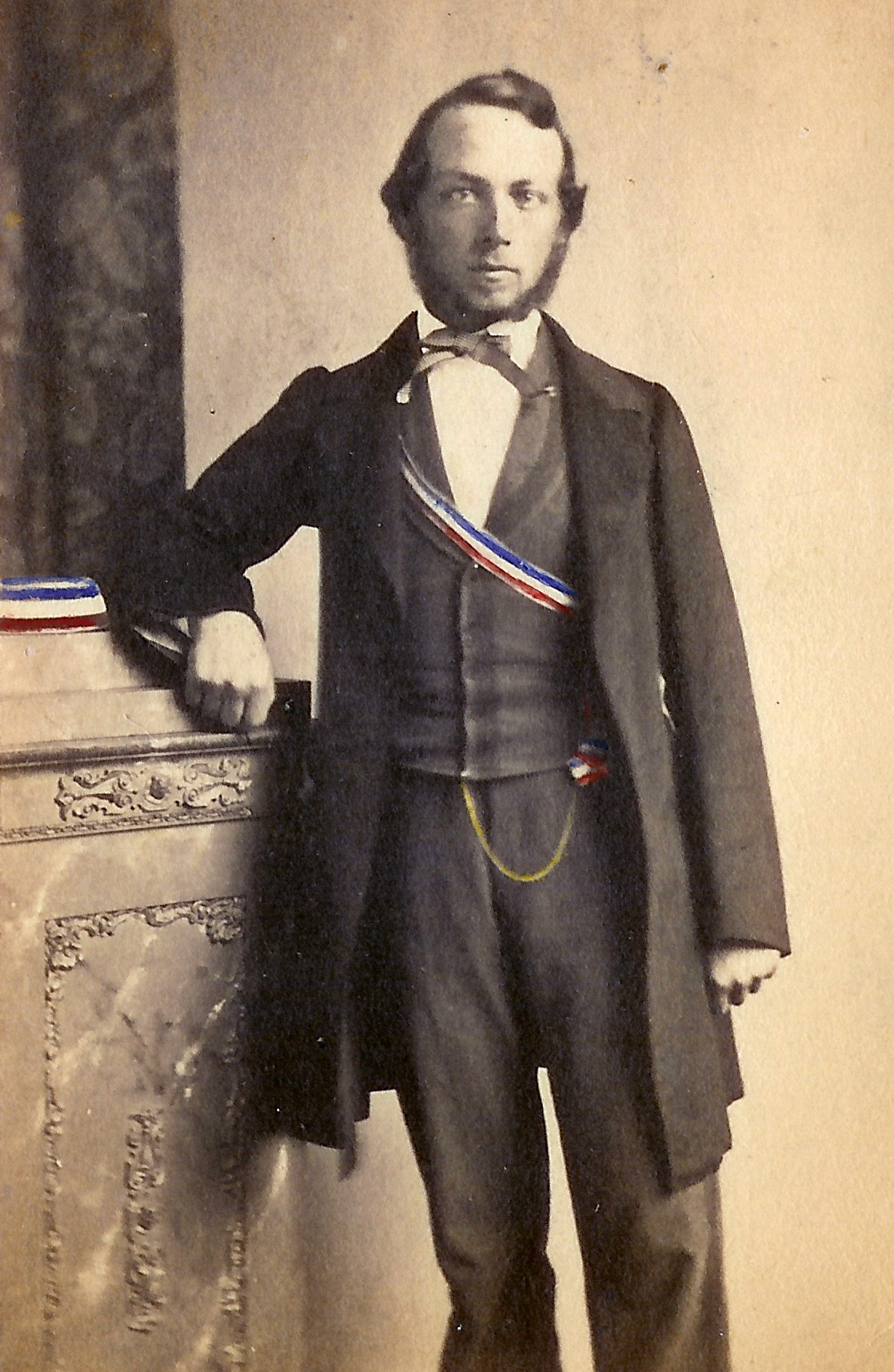
Carl Graebe en 1860

Carl Graebe o Carl Gräbe (Fráncfort del Meno, 24 de febrero de 1841 - 19 de enero de 1927) fue un químico alemán.
Graebe era hijo de un comerciante y cónsul de la provincia de Hesse, que hizo mucho por el distrito de Praunheim, donde una calle, la Graebe-Straße, todavía lleva su nombre.
Estudió por un breve período en una escuela de arte en Fráncfort del Meno y luego en el Politécnico de Karlsruhe, y finalmente en la Universidad de Heidelberg. 
Trabajó para una empresa química, Meister Lucius und Brüning (luego Hoechst AG, desde 2004 fusionada en Sanofi-Aventis), donde supervisó la producción de fucsina. También hizo experimentos sobre la producción de yodo violeta, que posteriormente condujeron al descubrimiento del yodo verde. Sin embargo, esta investigación sobre los tintes de yodo le causó inflamación en los ojo, lo que le hizo abandonar la fábrica. Luego, regresó a la universidad y en 1862 recibió el doctorado bajo la dirección de Robert Wilhelm Bunsen, en Heidelberg. 
En 1865 se reunió Adolf von Baeyer, entonces professor de la Universidad Técnica de Berlín. Fue el mismo año, en que Friedrich August Kekulé von Stradonitz (1829–1896) descubrió la estructura del benceno, revolucionando la mayor parte de la química orgánica y estimulando a Graebe a investigar sobre la química de los derivados del benceno y a dedicarle un tiempo un tiempo a estudiar con las quinonas. 
Este último trabajo lo llevó en 1868, conjuntamente con Carl Liebermann a determinar la estructura química de la alizarina colorante de color anaranjado-rojo y a su síntesis a partir de antraceno. Esta primera síntesis de un tinte natural fortaleció en gran medida la reputación de la novel industria de la pintura alemana en el mundo. Los dos químicos obtuvieron la patente de fabricación de la alizarina de antraceno en Prusia, Francia e Inglaterra. Conjuntamente, Heinrich Caro y Carl Graebe consiguieron por primera vez en 1870 aislar la acridina a partir del alquitrán de hulla. Graebe introdujo además, la clasificación en "orto", "meta" y "para" en la nomenclatura de los anillos del benceno.
En 1868 ganó el concurso para una cátedra y fue nombrado de profesor de la Universidad de Leipzig en 1869. Desde 1870 hasta 1877 fue profesor de la química en la Universidad de Königsberg, y desde 1878 hasta 1906 en la Universidad de Ginebra.
Después de retirarse de la docencia, Graebe fue el gran maestro de la Química Orgánica, consejero privado del gobierno, profesor de química por más de 30 años, con tres doctorados honoris causa, recibió los más altos honores científicos y en 1887 fue designado como miembro de la Academia Alemana de las Ciencias Naturales Leopoldina.
Entre sus obras puede citarse la Historia de la Química Orgánica, publicada en 1920.